# Кетуну (Селчоара, Димбовіца)
Кетуну (рум. Cătunu) — село у повіті Димбовіца в Румунії. Входить до складу комуни Селчоара.
Село розташоване на відстані 57 км на північний захід від Бухареста, 21 км на південь від Тирговіште, 141 км на схід від Крайови, 102 км на південь від Брашова.

## Населення
За даними перепису населення 2002 року у селі проживали 169 осіб, усі — румуни. Усі жителі села рідною мовою назвали румунську.